# Mepivacaína
La mepivacaína es un anestésico local descubierta por A. F. Ekenstam en 1957, e introducido por el mismo en el 1960. Su fórmula química es clorhidrato de 1 metil-2'6'-pipecoloxilidida. Su nombre IUPAC = N-(2,6-dimetilfenil)- 1-metil-piperidina-2-carboxamida.
La mepivacaína es un AL tipo amida, con propiedades similares a la lidocaína. La ventaja es que provoca una suave y benigna vasoconstricción que permite reducir los niveles del anestésico o eliminar los vasoconstrictores, se une a las proteínas de la membrana en 75%, lo que determina su razonable duración de acción; junto con la lidocaína, es considerada como un anestésico de efecto mediano, con un rango de duración entre 30 y 120 min . Es un anestésico de acción intermedia con propiedades farmacológicas similares a la lidocaina. El inicio de su acción es muy similar a la lidocaina, y su duración es un poco más prolongada, 20% sin un vasoconstrictor coadministrado. La mepivacaína no es eficaz como anestesio tópico, no posee una acción vasodilatadora marcada cuando se infiltra. Cuando existen altas concentraciones séricas produce vasoconstricción uterina y disminuye el flujo sanguíneo uterino. Es más tóxica para el neonato. La estructura amida no es catabolizada por las esterasas plasmáticas y su metabolismo es principalmente hepático por las enzimas microsomales.
Más de 50% de las dosis administrada se excreta como metabolitos en la bilis, unos metabolitos se absorben en el intestino y se excretan por la orina y algunos por las heces. Aproximadamente 16% de anestésico se elimina por la orina, y todo el anestésico se elimina en 10 horas, su ph es de 6.1 y su pKa es de 7.6.
La mepivacaína se puede encontrar para uso dental en una concentración al 2%, con vasoconstrictor o al 3% sin vasoconstrictor; además se puede presentar con dos diferentes vasoconstrictores, la epinefrina en concentración de 1:100,000 o la levonorfedrina a 1:20,000.